# Thurins
Thurins település Franciaországban, Rhône megyében. Lakosainak száma 3268 fő (2022. január 1.). Thurins Messimy, Rontalon, Soucieu-en-Jarrest, Saint-Martin-en-Haut és Yzeron községekkel határos.

## Népesség
A település népessége az elmúlt években az alábbi módon változott:
| Lakosok száma | 2964 | 3015 | 3094 | 3050 | 3068 | 3053 | 3111 | 3131 | 3268 |
|               | 2013 | 2015 | 2016 | 2017 | 2018 | 2019 | 2020 | 2021 | 2022 |